# Пизендорф
Пизендорф (нем. Piesendorf) — коммуна (нем. Gemeinde) в Австрии, в федеральной земле Зальцбург. 
Входит в состав округа Целль-ам-Зе.  Площадь общины составляет 50,97 км², население — 3809 человек (1 января 2021), плотность населения — 75 чел./км². Официальный код  —  50616.
В Пизендорфе в 1953 году родился австрийский биатлонист Альфред Эдер, участник 6 подряд зимних Олимпийских игр (1976—1994), призёр чемпионатов мира.

## Население
| Год  | Численность |
| ---- | ----------- |
| 1869 | 1352        |
| 1889 | 1389        |
| 1890 | 1426        |
| 1900 | 1487        |
| 1910 | 1504        |
| 1923 | 1464        |
| 1934 | 1543        |
| 1939 | 1581        |
| 1951 | 1946        |
| 1961 | 1909        |
| 1971 | 2094        |
| 1981 | 2601        |
| 1991 | 2997        |
| 2001 | 3481        |
| 2011 | 3764        |
| 2021 | 3809        |

## Политическая ситуация
Бургомистр коммуны — Йохан Вартер (АНП) по результатам выборов 2004 года.
Совет представителей коммуны (нем. Gemeinderat) состоит из 21 места.
- АНП занимает 11 мест.
- АПС занимает 6 мест.
- СДПА занимает 4 места.